# Svetac
 Ovo je glavno značenje pojma Svetac. Za druga značenja pogledajte Svetac (razdvojba).
Svetac (lat. sanctus) je osoba koju je radi kreposna i uzorna načina života posvećena Kristu neka kršćanska Crkva proglasila ili od davnine štuje kao svetu.
U početku su kao svetci štovani apostoli, Blažena Djevica Marija i prvi mučenici, a kasnije su im pridruživane i ostale osobe koje su mogle kršćanima poslužiti kao uzor kršćanskoga života.
U Katoličkoj Crkvi danas je na snazi strogo propisan postupak proglašenja neke osobe svetom (kauza), a vodi je Sveta Stolica pomoću svojega Dikasterija za kauze svetaca. Sam čin proglašenja svetim naziva se kanonizacija, a do njega dolazi nakon što je dotična osoba već bila proglašena „časnim slugom Božjim“ na početku procesa za proglašenje blaženim, a potom i blaženom u procesu beatifikacije.
Tako proglašeni svetac može biti štovan u čitavoj Crkvi te mu se smiju posvećivati crkve i oltari.

## Svetost
Svetost kršćanina proizlazi iz same Božje svetosti: Bog Otac je »Svetac Izraelov« (Izl 10, 20), Isus je »sveti Sluga« (Dj 4, 27–30) koji je došao »posvetiti sama sebe i druge« (Iv 17, 19) i Duh Sveti koji »opečati čovjeka za Dan otkupljenja« (Ef 4, 30). Ona proizlazi iz Boga jer »Nema mnogo mudrih po tijelu, nema mnogo snažnih, nema mnogo plemenitih. Nego lûde svijeta izabra Bog« (1 Kor 1, 26). Svetost je poziv svakoga kršćanina. 

### Novi zavjet: svetost u prvoj Crkvi
Svijest o vlastitu pozivu na svetost vidljiva je u pisanju evanđelista i apostola, pisaca novozavjetnih tekstova, koji se pridjevom sveti služe za sebe i svoje učenike, pripadnike kršćanskih zajednica, kao imenicom, identifikatorom, dok se u Staromu zavjetu pridjevom svet koristi iznimno. Tako se Ananija obraća Bogu prigodom primanja novobraćenika Savla u Crkvu: »Gospodine, od mnogih sam čuo o tom čovjeku kolika je zla tvojim svetima učinio u Jeruzalemu« (Dj 9, 13). Vjernike u Korintu Pavao poziva neka svakoga prvog dana u tjednu prikupljaju milostinju »za svete« tj. siromašnu braću u Jeruzalemu (1 Kor 16, 1-2); u drugom im pismu govori kako su crkve makedonske, unatoč svomu siromaštvu, »vrlo usredno molile za milost zajedništva u ovom posluživanju svetih« (2 Kor 8, 4). Pavao Efežanima piše kako „Kristovo otajstvo nije bilo obznanjeno sinovima ljudskim drugih naraštaja [kao što] je sada u Duhu objavljeno svetim njegovim apostolima” (Ef 3, 5). U preporukama i pozdravima Rimljanima, Pavao ih moli neka prime »Febu, sestru našu, u Gospodinu kako dolikuje svetima« i neka ja pomognu kad joj ustreba (usp. Rim 1, 16). Korinćane traži neka se pokoravaju Stefaninu domu, koji se posveti »posluživanju svetih«, a i sam odlučuje ići u Jeruzalem »da posluži svetima« (Rim 15, 15). Pišuči drugi put Korinćanima, upozorava ih da je poslanica namijenjena i »svima svetima u svoj Ahaji« (2 Kor 1, 1), a na kraju ih pozdravlja svetim cjelovom, dodajući ih da ih »pozdravljaju svi sveti« (2 Kor 13, 12). Za svoga djelovanja u Judeji, Petar silazi »i k svetima u Lidi«, a potom i u Jopi. Svoju poslanicu Pavao piše Korinćanima kako bih podučio ponašanju »u svim Crkvama svetih«.

### Svetost: poziv
Stari zavjet definira Izrael kao »sveto zborovanje« (Izl 12, 16), »sveti zbor« (Lev 23, 3) i »sveti savez« (Br 29, 1), zajednicu koju je Bog izdvojio za sebe i koja je sazivana u zbor radi bogoštovlja. Novi zavjet preuzima to nazivlje (Pavao se Rimljanima obraća (Rim 1, 6): »(...) vi pozvanici Isusa Krista«, a Korinćani su nazvani »pozvanicima, svetima« (1 Kor 1, 2)), ali naglasak stavlja na poziv. Tako Petar piše: »Naprotiv, kao što je svet Onaj koji vas pozva, i vi budite sveti u svemu življenju. Ta pisano je: Budite sveti jer sam ja svet« (1 Pt 1, 15). To je opći poziv, upućen svim članovima Crkve: »Doista, koji ste god u Krista kršteni, Kristom se zaodjenuste. Nema više: Židov – Grk! Nema više: rob – slobodnjak! Nema više: muško – žensko! Svi ste vi Jedan u Kristu Isusu!« (Gal 3, 27-29), od početka vremena: »Tako, u Njemu [= Kristu] nas sebi izabra prije postanka svijeta da budemo sveti i bez mane pred njim, u ljubavi« (Ef 1, 4-5). Sveti Augustin to naglašava riječima »Non ideo vocati quia sancti, sed ideo sancti quia vocati« – nisu pozvani jer su sveti, već su sveti zato jer su pozvani. Sam Isus svoj Govor na gori zaključuje riječima: »Budite dakle savršeni kao što je savršen Otac vaš nebeski!« (Mt 5, 48), koji Katolička Crkva tumači kao poziv na svetost: »Gospodin Isus, božanski učitelj i uzor svake savršenosti, svim je svojim učenicima i svakomu pojedinomu bilo kojega životnog stanja propovijedao svetost života, čiji je On sâm početnik i dovršitelj« (Lumen Gentium 40). Taj je opći poziv francuski katolički pjesnik Charles Péguy izrazio kao »svi su kršćani pozvani biti sveti, a svi drugi ljudi pozvani su postati kršćani«. Talijanski bibličar Antonio Maria Sicari svetost određuje kao »najopćenitiji i najosobniji poziv svakoga stvorenja«.

## Svetci
- Popis katoličkih svetaca